# Jeremy Bentham
Jeremy Bentham (ur. 4 lutego 1747?/15 lutego 1748 w Londynie, zm. 6 czerwca 1832 tamże) – angielski prawnik, filozof i ekonomista. Reformator instytucji prawnych i społecznych, prekursor pozytywizmu prawniczego. Jeden z głównych przedstawicieli liberalizmu. Jeden z autorów filozoficznej koncepcji utylitaryzmu. W ekonomii zwolennik wolnego rynku. Jedną z najsłynniejszych jego myśli było przekonanie, że ludzie pragną w życiu przede wszystkim przyjemności cielesnych, które są dla nich ważniejsze niż dobro świata.

## Doktryny

Defence of usury, 1788

Według Benthama celem człowieka jest unikanie bólu i dążenie do przyjemności. Jego zdaniem jest to również cel społeczeństwa. Bentham twierdził, że należy dążyć do szczęścia, a jego maksymalizacja jest celem państwa i prawa.
Człowiek w ujęciu Benthama jest istotą racjonalną, zdolną do dążenia do szczęścia w oparciu o rozumny namysł nad zyskami i stratami (przyjemnościami i przykrościami) płynącymi z określonego działania i jego skutków (tzw. „rachunek szczęśliwości”, czyli felicific calculus). W myśl tej doktryny rozumne dążenie do osobistego szczęścia zwiększa pomyślność ogółu, a ludzkie postępowanie jest moralne wtedy, gdy dąży do realizacji zasady „największego szczęścia największej liczby ludzi”.
Bentham uważał demokrację za dobry ustrój. Był radykałem i postulował likwidację monarchii oraz Izby Lordów.
Był twórcą utylitaryzmu (zwłaszcza ilościowego). Bentham, tak jak Thomas Hobbes, uznawał wolę suwerena za źródło prawa. Według niego obywatele porównywali korzyści i niekorzyści z tytułu podporządkowania się władzy. Byli jej posłuszni, ponieważ oceniali przykrości z podporządkowania jako mniejsze niż przykrości skutków ich nieposłuszeństwa. W duchu pozytywizmu prawniczego twierdził, że zasady współżycia ludzi powinny zostać ujęte w ramy stałego i znanego wszystkim prawa, co umożliwiłoby dokonanie racjonalnej kalkulacji pozwalającej uniknąć przykrości wynikających z przekroczenia prawa. Jako prawnik stworzył kierunek analityczny w prawie. Jego kontynuatorami byli John Austin i James Mill.
Był zwolennikiem równouprawnienia kobiet, a także przeciwnikiem penalizacji stosunków homoseksualnych.
Wypełniając ostatnią wolę Benthama, jego zwłoki najpierw oddano nauce, a następnie z jego szkieletu skonstruowano „auto-ikonę”, ubraną w prawdziwą odzież filozofa i mającą woskową głowę, która eksponowana jest w University College w Londynie. Według jednej z legend, jego życzeniem było bycie obecnym przy ważniejszych czynnościach akademickich w przyszłości, co jego spadkobiercy mieli rzekomo skrzętnie wypełniać, i jego mumia miała być wnoszona na uroczyste posiedzenia senatu, a podczas sprawdzania kworum przed głosowaniami senatu uczelni miano odczytywać formułę „Jeremy Bentham, obecny, bez prawa głosu”.

## Nawiązania w kulturze popularnej
- John Locke, bohater amerykańskiego serialu telewizyjnego Zagubieni, ukrywał się po opuszczeniu wyspy pod nazwiskiem Jeremy Bentham. Pseudonim jest nieprzypadkowy: działania bohatera mają znamiona głębokiego utylitaryzmu (np. próbuje odebrać sobie życie w trosce o dalsze losy jego przyjaciół).